# Sirksfelde
Sirksfelde er en kommune i det nordlige Tyskland, beliggende i Amt Sandesneben-Nusse i den nordvestlige del af Kreis Herzogtum Lauenburg. Kreis Herzogtum Lauenburg ligger i delstaten Slesvig-Holsten.

## Geografi
Sirksfelde ligger omkring 33 km nordøst for Hamborg, 22 km sydvest for Lübeck, 12 km nordvest for Mölln og cirka 16 km vest for Ratzeburg.